# Беляев, Борис Иванович
Бори́с Ива́нович Беля́ев (1902—1990) — советский хозяйственный, государственный и политический деятель, действительный член Академии строительства и архитектуры СССР (1956—1964). Лауреат Сталинской премии (1949).

## Биография
Родился в Москве. Окончил Московский институт инженеров путей сообщения (1924), работал в ряде строительных организаций.
С 1926 года — на хозяйственной, общественной и политической работе. В 1926—1990 гг. — инженер-строитель, инженер завода стальных конструкций, главный инженер по монтажу мостов в Урало-Сибирской конторе «Стальпроммеханизация», заместитель главного инженера Главстальконструкции, участник Великой Отечественной войны, заместитель командира 5-го отдельного мостового железнодорожного батальона, главный инженер-технолог Главстальконструкции (с 1957), работник отдела прочности и новых форм в ЦНИИСК, член редколлегии журнала «Промышленное строительство».
За разработку и осуществление цельносварной доменной печи был в составе коллектива удостоен Сталинской премии 1949 года. Член КПСС.
Умер в Москве в 1990 году.